# Ніно Жугель
Ніно Жугель (словен. Nino Žugelj, нар. 23 травня 2000, Дравоград, Словенія) — словенський футболіст, півзахисник шведського «Юргордена» та національної збірної Словенії.

## Ігрова кар'єра

### Клубна
Ніно Жугель починав кар'єру в системі клубу «Дравоград». У 2016 році він перейшов до «Марібора», де продовжив грати в молодіжній команді. 23 лютого 2019 року Жугель дебютував на професійному рівні в першій команді «Марібора» у чемпіонаті Словенії. Перший забитий гол Жугеля стався у липні 2021 року у кваліфікації Ліги конференцій.
За час виступів у «Маріборі» Жугель двічі вигравав національний чемпіонат.
1 серпня 2022 року Жугель приєднався до норвезького клубу «Буде-Глімт», з яким у сезоні 2023 року виграв чемпіонат Норвегії.

### Збірна
З 2017 року Ніно Жугель грав за юнацькі та молодіжну збірну Словенії.
В червні 2024 року Жугель отримав виклик до національної збірної Словенії на участь у Євро-2024 в Німеччині. 8 червня 2024 року у товариському матчі проти Болгарії Ніно Жугель дебютував у складі національної збірної Словенії.

## Титули
Марібор
 Чемпіон Словенії (2): 2018/19, 2021/22
Буде-Глімт
 Чемпіон Норвегії: 2023